# 天主教韦拉克鲁斯教区
天主教韋拉克魯斯教區 （拉丁語：Dioecesis Verae Crucis）是墨西哥一個天主教教區，位於韋拉克魯斯州中部，屬哈拉帕總教區。
1962年6月9日升為教區。2010年有教友1,894,000人，佔總人口90.0%。有七十二個堂區、司鐸129人。現任教區主教為嘉祿·布里塞尼奧·阿爾奇，榮休主教為路易·斐理伯·加拉尔多·瑪爾定·德尔坎普。